# 山田満
山田 満（やまだ みつる、1955年 - ）は、日本の政治学者。博士（政治学）。早稲田大学社会科学総合学術院教授。早稲田大学地域・地域間研究機構アジア・ヒューマン・コミュニティ（AHC）研究所所長。専門は、国際関係論、国際協力論、平和構築論。

## 人物
北海道生まれ、オハイオ大学国際問題センター大学院東南アジア学専攻（MA）、中央大学法学部卒業、東京都立大学大学院社会科学研究科博士課程政治学専攻単位取得退学。神戸大学博士（政治学）。
神奈川県立高校教諭、九州国際大学国際商学部助教授、和歌山大学教育学部助教授、東ティモール国立大学客員研究員、埼玉大学教養学部教授、東洋英和女学院大学大学院国際協力研究科教授を経て、2009年4月より現職。
高校教諭時代より、第三世界ショップのボランティアスタッフとして、開発教育研究所などを立ち上げ、市民運動に従事。平和構築・民主化支援NGOである特定非営利活動法人インターバンドにて代表理事（2003年―2006年）、学生たちと立ち上げた特定非営利活動法人 LoRo SHIP(ロロシップ)の代表理事（2003年―2013年）を務める。アジアの選挙監視活動に数多く参加し、民主化支援国際NGOであるアンフレル（ANFREL：Asian Network for Free Elections、本部バンコク）では、東ティモール住民投票、同制憲議会選挙、カンボジア国民議会選挙、アフガニスタン大統領選挙等多数、内閣府PKO本部派遣では、東ティモール大統領選挙、同国民議会選挙、ネパール制憲議会選挙に従事した。
日本東ティモール協会副会長（2013年-現在）。国連UNHCR協会理事（2014年―2020年）。JICA国別専門家派遣講師。外務省ODA評価主任・アドバイザー（2011年、2014年、2021年）。JICA技術協力専門家派遣（ミャンマー公務員研修講師）。
ベトナム国家大学ハノイ校日越大学学部日本学プログラムCo-director（共同学科長）（2020年5月―現在）。台湾国立政治大学（National Chengchi University）客員教授（2021年9月―11月）。ヴェネチア国際大学交換教授（2024年9月―12月）。その他、多数招聘講師（国際協力、平和構築、東ティール問題など）として従事。
早稲田大学社会科学総合学術院長（学部長、研究科長、先端社会科学研究所長兼任）（2016年9月―2018年9月）。早稲田大学平山郁夫記念ボランティアセンター副所長（2019年4月―2020年3月）。早稲田大学平山郁夫記念ボランティアセンター所長（2020年4月―2020年9月）。早稲田大学評議員（2022年7月―2025年5月）。
一般財団法人アジア政経学会理事・評議員（2012年―2017年）。緊急人道支援学会会長（2024年2月―現在）。

## 著書

### 単著
- 『多民族国家マレーシアの国民統合』（大学教育出版、2000年）
- 『「平和構築」とは何か――紛争地域の再生のために』（平凡社新書、2003年）
- 『平和構築のトリロジー――民主化・発展・平和を再考する』（明石書店、2021年）
- 『国際協力入門――平和な世界のつくりかた』（玉川大学出版部、2024年）

### 編著
- 『東ティモールを知るための50章』（明石書店、2006年）
- 『新しい国際協力論』（明石書店、2010年）
- 『市民社会からみたアジア』（編集責任者、日本国際政治学会「国際政治」169号、2012年）
- 『東南アジアの紛争予防と「人間の安全保障」――武力紛争、難民、災害、社会的排除への対応と解決に向けて』（明石書店、2016年）
- 『新しい国際協力論』改訂版（明石書店、2018年）

### 共編著
- 『新しい平和構築論』（小川秀樹、野本啓介、上杉勇司と共編、明石書店、2005年）
- 『難民を知るための基礎知識――政治と人権の葛藤を越えて』（滝澤三郎と共編、明石書店、2017年）
- Complex Emergencies and Humanitarian Response (本多美樹と共編、Union Press、2018年)
- 『「一帯一路」時代のASEAN』（金子芳樹、吉野文雄と共編、明石書店、2020年）
- 『アジアダイナミズムとベトナムの経済発展』（苅込俊二と共編、文眞堂、2020年）
- 『「非伝統的安全保障」によるアジアの平和構築――共通の危機・脅威に向けた国際協力は可能か』（本多美樹と共編、明石書店、2021年）
- 『新しい国際協力論［第3版］――グローバル・イシューに立ち向かう』（堀江正伸と共編、明石書店、2023年）
- 『ASEANを知るための50章』（第2版）（黒柳米司、金子芳樹、吉野文雄と共編、明石書店、2024年）

### 共著
- 『ASEAN再活性化への課題――東アジアの共同体・民主化・平和構築』（明石書店、2011年）
- 『「米中対峙」時代のASEAN』（明石書店、2014年）
- 『震災後に考える――東日本大震災と向かいあう92の分析と提言』（早稲田大学出版部、2015年）
- 『人間存在の国際関係論――グローバル化のなかで考える』（法政大学出版局、2015年）
- 『東南アジア地域研究入門3 政治』（慶應義塾大学出版会、2017年）
- 『東南アジア現代政治入門』改訂版（ミネルヴァ書房、2018年）
- 『平和学から世界を見る』（成文堂、2020年）
- 『戦後日本の外交関係からみる国際関係――歴史と理論をつなぐ視座』（ミネルヴァ書房、2021年）
- 『アジアの平和とガバナンスⅡ』（有信堂、2025年）

### 監訳
- 『難民――行き詰まる国際難民制度を超えて』（アレクサンダー・ベッツ、ポール・コリアー著、滝澤三郎監修、岡部みどり、佐藤安信、杉木明子と監訳、明石書店、2023年）

### 賞罰
- 内閣府国際平和協力本部長（内閣総理大臣）表彰 2回（2008年3月、11月）